# Burg Pfälen
Die Burg Pfälen ist eine abgegangene Niederungsburg im Elsachtal bei der Einmündung des Kaltentales nordöstlich der Stadt Bad Urach im Landkreis Reutlingen in Baden-Württemberg.
Die von den Herren von Pfälen erbaute Burg wurde erstmals 1398 mit einem Heinrich Pfäler erwähnt, war 1822 im Besitz der Stadt Bad Urach und wurde 1832 abgebrochen. Später wurde dort der Pfählhof errichtet.